# 留村遗址
留村遗址，位于中国河北省保定市西留村，为保定市安新县的一个省级文物保护单位，类型为古遗址，公布时间为1982年7月23日。
留村遗址的历史年代为新石器时代仰韶文化。